# 단지흥
단지흥(段智興, ? ~ 1200년) 또는 단역장흥(段易長興)은 1172년부터 사망한 1200년까지 대리국의 제18대 황제이다. 전대 황제 단정흥의 아들이다. 사후 시호는 공극황제(功極皇帝), 묘호는 선종(宣宗)이다.